# Schubkorrekturfaktor
Der Schubkorrekturfaktor {\displaystyle \kappa } dient in der Technischen Mechanik zur Berücksichtigung der Veränderung infolge Verwölbung durch Querkraftschub der Schubfläche {\displaystyle A_{S}} im Vergleich zur eigentlich ebenen Balken-Querschnittsfläche {\displaystyle A}.

## Herleitung für dickwandige Querschnitte
Bei der Herleitung des Schubkorrekturfaktors {\displaystyle \kappa } wird die Formänderungsenergie {\displaystyle \Pi _{Q}} der Querkraft {\displaystyle Q} (Schnittgröße) mit der Formänderungsenergie {\displaystyle \Pi _{\tau }} der realen Schubspannung {\displaystyle \tau _{(z)}} gleichgesetzt.
Die Formänderungsenergie {\displaystyle \Pi _{Q}} der Querkraft {\displaystyle Q} kann mit der mittleren Gleitung {\displaystyle \gamma _{m}} bestimmt werden:
{\displaystyle \Pi _{Q}={\frac {1}{2}}\cdot Q\cdot \gamma _{m}}
Für die mittlere Gleitung {\displaystyle \gamma _{m}} setzen wir das Elastizitätsgesetz der Querkraft ein:
{\displaystyle Q=\kappa \cdot G\cdot A\cdot \gamma \quad \Rightarrow \quad \gamma ={\frac {Q}{\kappa \cdot G\cdot A}}\quad \Rightarrow \quad \Pi _{Q}={\frac {1}{2}}\cdot {\frac {Q^{2}}{\kappa \cdot G\cdot A}}}
Die Formänderungsenergie {\displaystyle \Pi _{\tau }} der realen Schubspannung {\displaystyle \tau _{(z)}} ergibt sich, indem die reale Schubspannung {\displaystyle \tau _{(z)}} über die Balken-Querschnittsfläche integriert wird:
{\displaystyle \Pi _{\tau }=\int _{A}{\frac {1}{2}}\cdot \tau _{(z)}\cdot \gamma \cdot dA}
Für {\displaystyle \gamma } wird das Hookesche Gesetz mit {\displaystyle \tau =G\cdot \gamma } eingesetzt:
{\displaystyle \Pi _{\tau }=\int _{A}{\frac {1}{2}}\cdot {\frac {\tau _{(z)}^{2}}{G}}\cdot dA}
Weiterhin wird für die reale Schubspannungsverteilung {\displaystyle \tau _{(z)}} die Gleichung
{\displaystyle \tau _{(z)}={\frac {Q\cdot S_{y(z)}}{I_{y}\cdot b_{(z)}}}}
eingesetzt:
{\displaystyle \Pi _{\tau }=\int _{A}{\frac {1}{2}}\cdot {\frac {Q^{2}\cdot S_{y(z)}^{2}}{G\cdot I_{y}^{2}\cdot b_{(z)}^{2}}}\cdot dA={\frac {1}{2}}\cdot {\frac {Q^{2}}{G\cdot I_{y}^{2}}}\cdot \int _{A}{\frac {S_{y(z)}^{2}}{b_{(z)}^{2}}}\cdot dA}
mit:
{\displaystyle A} Balken-Querschnittsfläche
{\displaystyle S_{y(z)}} Statisches Moment
{\displaystyle G} Schubmodul
{\displaystyle I_{y}} axiales Flächenträgheitsmoment
{\displaystyle b_{(z)}} Querschnittsbreite an der Stelle {\displaystyle z}
Werden beide Formänderungsenergien gleichgesetzt:
{\displaystyle \Pi _{Q}=\Pi _{\tau }={\frac {1}{2}}\cdot {\frac {Q^{2}}{\kappa \cdot G\cdot A}}={\frac {1}{2}}\cdot \int _{A}{\frac {Q^{2}\cdot S_{y(z)}^{2}}{G\cdot I_{y}^{2}\cdot b_{(z)}^{2}}}\cdot dA}
kann direkt nach dem Schubkorrekturfaktor {\displaystyle \kappa } für dickwandige Querschnitte aufgelöst werden:
{\displaystyle {\frac {1}{\kappa }}={\frac {A}{I_{y}^{2}}}\cdot \int _{A}{\frac {S_{y(z)}^{2}}{b_{(z)}^{2}}}\cdot dA}

## Herleitung für dünnwandige Querschnitte
Auf gleiche Weise lässt sich auch der Schubkorrekturfaktor für dünnwandige Querschnitte herleiten. Hierbei muss lediglich die reale Schubspannung mit
{\displaystyle \tau _{(z)}={\frac {Q\cdot S_{y(\zeta )}}{I_{y}\cdot b_{(\zeta )}}}}
eingesetzt werden. Damit folgt für den Schubkorrekturfaktor:
{\displaystyle {\frac {1}{\kappa }}={\frac {A}{I_{y}^{2}}}\cdot \int _{\zeta }{\frac {S_{y(\zeta )}^{2}}{t_{(\zeta )}^{2}}}\cdot d\zeta }
Darin ist {\displaystyle \zeta } die Laufkoordinate entlang der Profilmittellinie des dünnwandigen Querschnittes und {\displaystyle t_{(\zeta )}} die Querschnittsbreite an der jeweiligen Laufkoordinate.

## Beispiele
| Querschnitt                         | Schubkorrekturfaktor                                 |
| ----------------------------------- | ---------------------------------------------------- |
| Rechteck                            | {\displaystyle {\frac {5}{6}}=0{,}83{\overline {3}}} |
| Vollkreis                           | {\displaystyle {\frac {3}{4}}=0{,}75}                |
| dünnwandiger Kreisring              | {\displaystyle 0{,}5}                                |
| I-Profil (DIN 1025-1)               | {\displaystyle \approx 0{,}35\dots 0{,}45}           |
| I-Profil, mittelbreit (DIN 1025-2)  | {\displaystyle \approx 0{,}1\dots 0{,}25}            |
| I-Profil, Breitflansch (DIN 1025-3) | {\displaystyle \approx 0{,}18\dots 0{,}45}           |
| T-Profil (DIN 59051)                | {\displaystyle \approx 0{,}45\dots 0{,}5}            |

Für dünnwandige Profile kann auch die von Robert Land eingeführte Näherung verwendet werden:
{\displaystyle \kappa \approx {\frac {A_{\text{Steg}}}{A}}}

## Anmerkung
In mancher Literatur wird für {\displaystyle \kappa } der Kehrwert {\displaystyle {\frac {1}{\kappa }}} verwendet. Damit würde z. B. die Formänderungsenergie der Querkraft
{\displaystyle \Pi _{Q}={\frac {1}{2}}\cdot {\frac {\kappa \cdot Q^{2}}{G\cdot A}}}
lauten.